# Yannick Lebherz
Yannick Lebherz (Darmstadt, 13 gennaio 1989) è un ex nuotatore tedesco.

## Carriera
Fortemente specializzato nel dorso e nei misti, ha vinto diversi titoli ai campionati europei sia in vasca corta che in vasca lunga.

## Palmarès
- Mondiali in vasca corta

Istanbul 2012: bronzo nella 4x200m sl.
- Europei

Berlino 2014: oro nella 4x200m sl.
- Europei in vasca corta

Eindhoven 2010: oro nei 200m dorso e argento nei 400m misti.